# 1226. grenadirski polk (Wehrmacht)
1226. grenadirski polk (izvirno nemško 1226. Grenadier-Regiment; kratica 1226. GR) je bil pehotni polk Heera v času druge svetovne vojne.

## Zgodovina
Polk je bil ustanovljen 31. oktobra 1944 kot sestavni del 190. pehotne divizije; uničen je bil v Ruhrskem obroču.